# Теория адаптивных ожиданий
Теория адаптивных ожиданий (англ. adaptive expectations theory) — концепция макроэкономики, описывающая процесс формирования ожиданий относительно экономических показателей. Адаптивные ожидания образуются на основе наблюдения данных показателей в прошлом. Например, факт систематической недооценки уровня инфляции в прошлом влияет на оценку инфляции в будущем.
Ранее существовавшие макроэкономические модели подразумевали, что в экономике может присутствовать либо безработица, либо инфляция, но оба этих явления одновременно возникнуть не могут. В 50-х и 60-х гг. прошлого века на основе эмпирических исследований экономисты подтвердили существование новой зависимости, которая стала известна как кривая Филлипса: между инфляцией и безработицей существует стабильная и предсказуемая обратная связь.
Кривая Филлипса показывает существование устойчивой связи между уровнем безработицы и уровнем инфляции. Поскольку связь между этими показателями обратно пропорциональна, было предположено наличие альтернативной взаимосвязи безработицы и инфляции.
В соответствии с концепцией адаптивных ожиданий экономические субъекты корректируют свои ожидания с учетом ошибок прошлых лет. Тем не менее, на краткосрочных временных отрезках кривая Филлипса достаточно ясно выражена. Во-первых, субъекты реагируют на изменения экономической конъюнктуры с некоторым запозданием, так как не имеют полной и достоверной информации. Во-вторых, при условии, что уровень инфляции растет, ожидания субъектов будут постоянно отставать от его фактических значений.
Разовые мероприятия в рамках стимулирующей политики, по мнению монетаристов, могут привести к росту занятости и национального дохода. Графически это можно интерпретировать как перемещение вдоль кривой Филлипса Ph1 при смещении кривой AD вправо: AD0 в положение AD1. в результате безработица уменьшится с U* до U1.
Однако после того как экономические субъекты адаптируются к изменениям конъюнктуры, они начнут пересматривать условия продажи факторов, что вызовет сдвиг кривой совокупного предложения вверх (AS0 AS1 AS2). Восстановление предложения будет сопровождаться смещением кривой Филлипса вправо-вверх (Ph1 Ph2 Ph3). В результате занятость возвратится к своему первоначальному значению (U*), но при более высоком уровне инфляции (р1).
Из сказанного выше можно сделать следующие выводы:
- длительная экспансионистская политика вызовет не просто повышение уровня цен, но и повышение темпов инфляции. Это происходит потому, что с каждым новым витком цикла субъекты все в большей степени адаптируются к ценовой конъюнктуре, в результате чего уровень ожидаемой инфляции приближается к фактическому. И для достижения целей стабилизации правительству необходимо постоянно повышать уровень инфляции с тем, чтобы сохранить разрыв между уровнем фактической и ожидаемой инфляции. Однако, такая политика в конечном итоге приводит к ускорению инфляции;
- чем ближе экономика находится к состоянию полной занятости, тем меньше расхождение между ожидаемым и фактическим уровнем инфляции. Попытки искусственно перейти на естественный уровень занятости в конечном итоге приводят к стагфляции;
- каждому уровню инфляции соответствует свое положение кривой Филлипса.

Влияние ожиданий и других факторов приводит к тому, что изменения в денежной сфере не сразу вызывают соответствующую реакцию со стороны экономики. Между увеличением предложения денег и повышением общего уровня цен может пройти определенное время — временной лаг. Временные лаги весьма различаются по своей продолжительности и потому затрудняют проведение денежной политики, связанной с изменением предложения денег. Поэтому наиболее целесообразным было бы поддержание постоянных темпов роста денежной массы, когда фактические показатели будут находиться в соответствии с ожидаемыми, и ничто не будет нарушать этого равновесия.
При этом стопроцентная занятость недостижима, ибо всегда будут существовать люди, не занятые по той причине, что они либо не хотят работать (добровольная безработица), либо покинули одну работу и находятся в поисках другой, либо не могут устроиться на работу сразу по окончании учебного заведения (фрикционная безработица), либо проходят переподготовку по другой специальности, ибо их специальные навыки вследствие структурных изменений в экономике оказались ненужными (структурная безработица). Все эти изменения могут занять определенное время, поэтому всегда имеет место естественный уровень безработицы, которая включает в себя добровольную, фрикционную и структурную безработицу.
Теория адаптивных ожиданий — это один из вариантов гипотезы естественного уровня. По ее логике, ожидания будущей инфляции формируются хозяйственными субъектами на основе предшествующих и настоящих уровней инфляции, причем, как показывает опыт, изменение этих ожиданий происходит очень медленно. Теория адаптивных ожиданий была выдвинута и популяризирована М. Фридманом и лежит в русле традиционных монетаристских и неоклассических концепций.
Теория адаптивных ожиданий предполагает, что в краткосрочном периоде может существовать альтернативность инфляции и безработицы, но в долгосрочном плане такой альтернативности нет. Всякая попытка снизить уровень безработицы ниже естественного приводит в движение силы, которые дестабилизируют кривую Филлипса и сдвигают ее вправо (рис. 2.2).
Концепция адаптивных ожиданий вводит различия между «краткосрочной» и «долгосрочной» кривой Филлипса: когда действительный уровень инфляции выше, чем ожидаемый, уровень безработицы упадет.
В соответствии с теорией адаптивных ожиданий, любой данный уровень инфляции сочетается в долгосрочном плане с естественным уровнем безработицы.
За последние три десятилетия трактовки кривой Филлипса изменились радикально. Первоначальная идея об устойчивой альтернативности безработицы и инфляции уступила место подходу адаптивных ожиданий, в соответствии с которым подобная альтернативная связь возможна лишь в краткосрочном периоде, а в долгосрочном она не существует.
Возникшая позднее теория рациональных ожиданий доказывает, что макроэкономическая политика оказывается неэффективной, поскольку ее последствия заранее учитываются работниками. Следовательно, делается вывод о том, что не существует даже кратковременной альтернативной связи между инфляцией и безработицей.
Взятые совместно, гипотеза естественного уровня, теории адаптивных и рациональных ожиданий приводят к выводу о том, что политика маневрирования спросом не может повлиять на объемы реального выпуска и занятости в долгосрочном периоде, а воздействуют лишь на уровень цен.